# UFC on ESPN: Gamrot vs. Klein
UFC on ESPN: Gamrot vs. Klein (conosciuto anche come UFC on ESPN 68 oppure come UFC on Vegas 107) è stato un evento di arti marziali miste tenuto dalla Ultimate Fighting Championship il 31 maggio 2025 all'UFC Apex di Las Vegas, negli Stati Uniti.

## Risultati
|                  | Divisione               |                  |                 |                    | Metodo                                   | Round           | Tempo           | Premio          |
| Card Principale  | Card Principale         | Card Principale  | Card Principale | Card Principale    | Card Principale                          | Card Principale | Card Principale | Card Principale |
| ---------------- | ----------------------- | ---------------- | --------------- | ------------------ | ---------------------------------------- | --------------- | --------------- | --------------- |
|                  | Pesi leggeri            | Mateusz Gamrot   | batte           | Ľudovít Klein      | Decisione unanime (30–27, 30–27, 30–27)  | 3               | 5:00            |                 |
|                  | Pesi welter             | Ramiz Brahimaj   | batte           | Billy Ray Goff     | Sottomissione tecnica (guillotine choke) | 1               | 3:16            | POTN            |
|                  | Pesi mediomassimi       | Dustin Jacoby    | batte           | Bruno Lopes        | KO (pugni)                               | 1               | 1:50            |                 |
|                  | Pesi piuma femminili    | Ketlen Vieira    | batte           | Macy Chiasson      | Decisione unanime (30–27, 29–28, 29–28)  | 3               | 5:00            |                 |
|                  | Pesi medi               | Zachary Reese    | batte           | Duško Todorović    | Decisione unanime (29–28, 29–28, 29–28)  | 3               | 5:00            |                 |
| Card Preliminari |                         |                  |                 |                    |                                          |                 |                 |                 |
|                  | Catchweight (127.5 lbs) | Allan Nascimento | batte           | Jafel Filho        | Decisione unanime (29–28, 29–28, 29–28)  | 3               | 5:00            |                 |
|                  | Pesi leggeri            | Jordan Leavitt   | batte           | Kurt Holobaugh     | Sottomissione tecnica (anaconda choke)   | 1               | 1:39            | POTN            |
|                  | Pesi leggeri            | Bolaji Oki       | batte           | Michael Aswell     | Decisione unanime (29–28, 29–28, 29–28)  | 3               | 5:00            |                 |
|                  | Pesi paglia femminili   | Alice Ardelean   | batte           | Rayanne dos Santos | Decisione unanime (30–27, 29–28, 29–28)  | 3               | 5:00            | FOTN            |

## Premi
I lottatori premiati ricevettero un bonus di 50.000 dollari.
Legenda:
- FOTN: Fight of the Night (vengono premiati entrambi gli atleti per il miglior incontro dell'evento)
- POTN: Performance of the Night (viene premiato il vincitore per la migliore performance dell'evento)